# Franco Albini

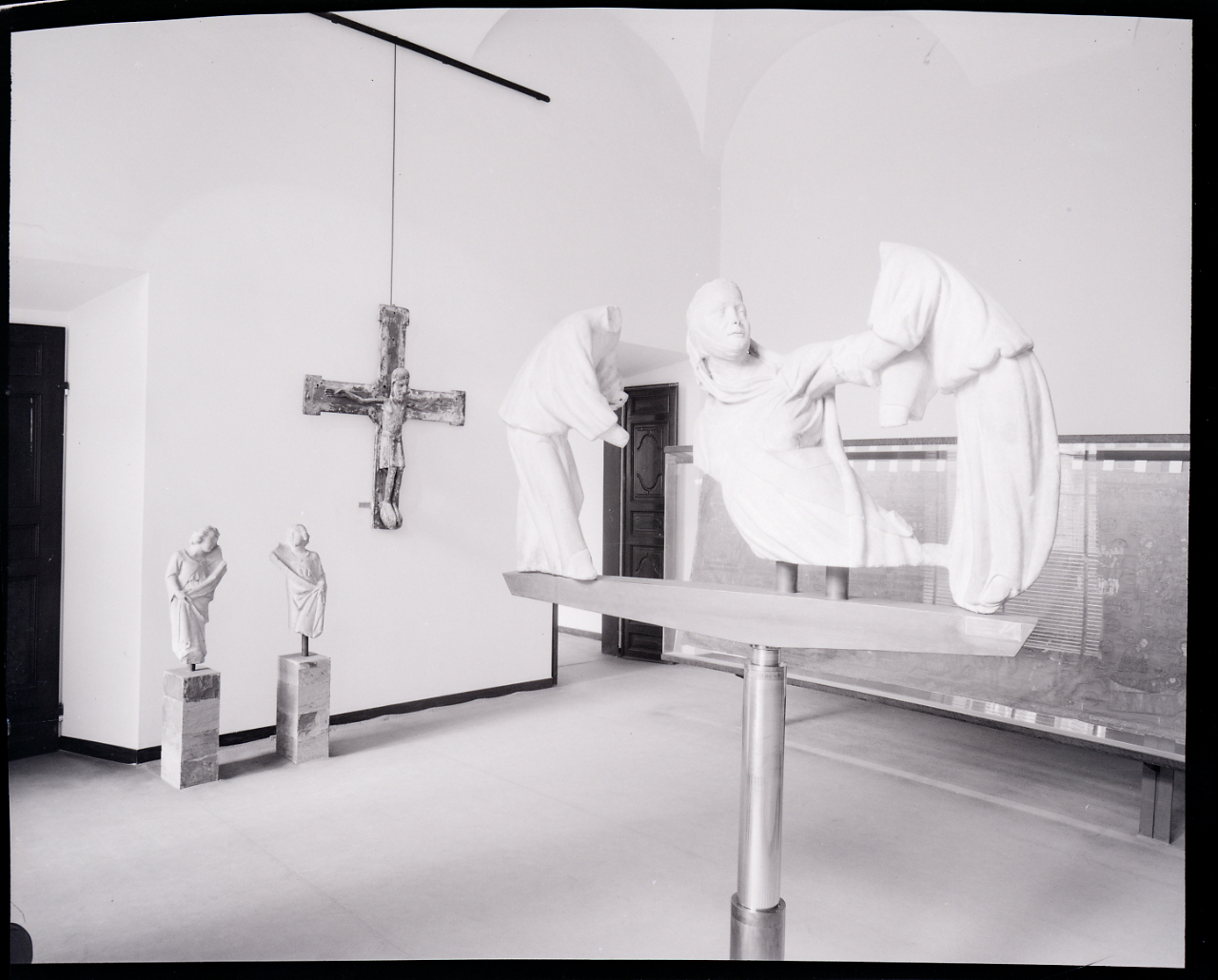
Museografia del Palazzo Bianco de Gènova concebuda per Franco Albini (Paolo Monti - Servizio fotografico Genova).

Franco Albini (Robbiate, Como, 1905 - Milà, 1977) va ser un arquitecte i dissenyador italià. Les seves obres representen molt bé l'expansió del moviment modern a Itàlia després de la Segona Guerra Mundial. Amb anterioritat havia sobresortit realitzant l'arquitectura interior de diverses botigues i pavellons expositius (per exemple, a la sisena i setena Triennal de Milà). Sembla que, com a col·laborador de Gio Ponti, també va intervenir en el pavelló italià de l'Exposició Internacional de Barcelona 1929. Després de la guerra, aquesta experiència va servir-li per a la renovació dels museus de Gènova, sobretot el Palazzo Rosso i el Palazzo Bianco, on la seva intervenció dels anys 1949-51 és considerada una de les grans fites de la museografia contemporània. A Gènova també va realitzar la nova seu del consell municipal (1950-64) i les sales on s'exposa el tresor de la catedral (1952-56). Una altra de les seves obres d'arquitectura, els magatzems Rinascente, a Roma (1957-61), fou molt discutida. També va intervenir en el disseny de les estacions del metro de Milà.
Com a dissenyador de producte és autor de diverses peces que es compten entre els grans clàssics del disseny italià de postguerra com ara la tauleta auxiliar Cicognino (1953, produïda per Cassina); la butaca Margherita (1950-52); la butaca Luisa (1954, produïda per Casati). o la taula de despatx Albini (1928, produïda per Knoll). Sobresurten per la utilització de recursos tradicionals al servei d'una depurada estètica racionalista.
L'any 1930 va crear el seu propi estudi, del qual també en va ser membres Franca Helg i Antonio Piva. En l'actualitat, l'estudi Albini te continuïtat amb el seu fill i el seu net.